# Slobidka-Krasîlivska, Krasîliv
Slobidka-Krasîlivska (în ucraineană Слобідка-Красилівська) este un sat în comuna Iavorivți din raionul Krasîliv, regiunea Hmelnîțkîi, Ucraina.

## Demografie
Componența lingvistică a localității Slobidka-Krasîlivska
     Ucraineană (98,54%)
     Rusă (1,46%)
Conform recensământului din 2001, majoritatea populației localității Slobidka-Krasîlivska era vorbitoare de ucraineană (98,54%), existând în minoritate și vorbitori de rusă (1,46%).